# Путнок
Путнок (мађ. Putnok) је историјски град у северној Мађарској, у жупанији Боршод-Абауј-Земплен (Borsod-Abaúj-Zemplén). Удаљен је 40 km (25 mi) од Мишколца, главног града регије, између планина Бик и реке Шајо.

## Историја
Подручје је насељено још од неолита. До 1283. био је краљевско власништво, део (касније центар) имања Гомор. Године 1283. краљ Ласло IV дао га је породици Ратолт (касније: породица Путноки). Породица је много учинила за развој града, али након смрти оснивача династије Миклоша почела је породична неслога, а становници града и њихова остала имања су много страдала.
Породица Путноки је дала изградити замак Путнок између 1412. и 1427. године. За време турске окупације Мађарске замак је порушен, а 1834. године на његовом месту је подигнута властелина. Град се доста развио у 19. веку, али је статус града изгубио 1881. године.
После Првог светског рата, 1920. године потписан је Тријанонски уговор. Новоформираној Чехословачкој је уступљено 92% округа Гемер-Кишонт. У Мађарској су остали само њени југоисточни крајеви, укључујући Путнок. Као највеће село од оног што је остало од округа, Путнок је постао његов центар. Овај мали округ је спојен са суседним округом Боршод, формирајући округ Боршод-Гемер-Кишонт, а после 1950. године Боршод-Абауј-Земплен. Путнок је изгубио на значају, његову улогу је у много чему преузео Озд, али је статус града ипак добио 1. марта 1989. године.

## Популација
У време пописа 2001. године, 91% становништва насеља се изјаснило као Мађари, а 9% као Роми.
Током пописа 2011. године, 86% становника се изјаснило као Мађари, 8,2% као Роми, а 0,3% као Немци (13,9% се није изјаснило, због двојног држављанства, укупан број може бити већи од 100%).
Верска дистрибуција је била следећа: римокатолици 37,8%, реформатори 16,9%, гркокатолици 0,9%, лутерани 0,7%, неденоминациони 14,9% (26,7% се није изјаснило).